# Mlaten (Nguling)
Mlaten is een bestuurslaag in het regentschap Pasuruan van de provincie Oost-Java, Indonesië. Mlaten telt 3032 inwoners (volkstelling 2010).